# Алькеж

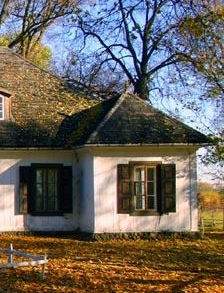
Алькеж

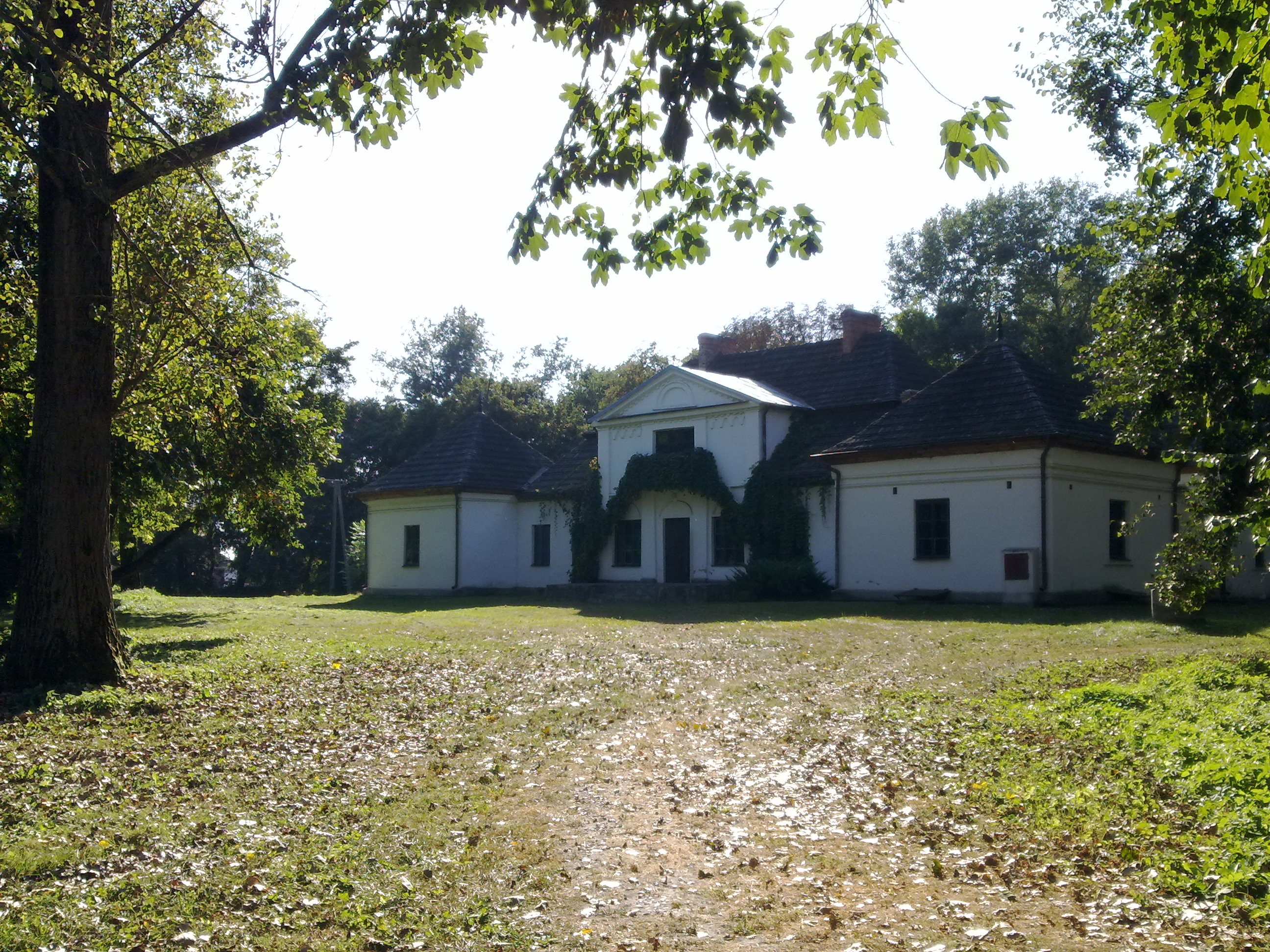
Алькеж

Алькеж (польск. alkierz, старопольск. alker, родственное ― альков) ― в архитектуре угловая обособленная часть здания, сильно выступающая снаружи за плоскость стен.
Алькежи произошли от восточноевропейских замковых башен XVI—XVII вв., предназначенных для стрелковой обороны.
Алькежи характерны для шляхетских усадеб Польши, Белоруссии и Западной Украины в XVII—XVIII вв. Возводились под влиянием барокко как 2-х или 4-х-башнеобразные пристройки в торцах дома, накрывались отдельными шатровыми крышами (усадьба Огинских в Залесье). В XVIII — начале XIX в. иногда имели вид ризалитов, не выделенных особыми крышами, что придавало строениям барочную П-подобную в плане композицию.
С середины XVIII в. видоизменились, превратившись в развитые крылья усадебного дома, флигели. Использовались до начала XX в. как летние спальни, кабинеты или служебные помещения. Иногда обогревались печью.
Зачастую в Польше алькежем назывались комнаты на постоялом дворе.